# Macropanax
Macropanax es un género de fanerógamas perteneciente a la familia  Araliaceae, que comprende 17 especies. Se distribuyen desde el centro de China a Sikkim, Nepal y Bután y al oeste de Malasia. 

## Taxonomía
El género fue descrito por Friedrich Anton Wilhelm Miquel y publicado en Flora van Nederlandsch Indië 1(1): 763. 1856.

## Especies
| - Macropanax baviensis - Macropanax chienii - Macropanax concinnus - Macropanax decandrus - Macropanax dispermus - Macropanax grushvitzkii - Macropanax maingayi - Macropanax meghalayensis | - Macropanax membranifolius - Macropanax paucinervis - Macropanax rosthornii - Macropanax schmidii - Macropanax sessilis - Macropanax simplicifolius - Macropanax skvortsovii - Macropanax undulatus - Macropanax vidalii |